# Elizabeth Eleanor D’Arcy Gaw

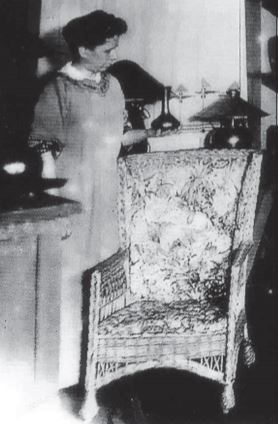
Elizabeth Eleanor D’Arcy Gaw, um 1910

Elizabeth Eleanor D’Arcy Gaw (* 4. Mai 1868 in Montreal, Kanada; † 12. November 1944 in Monterey (Kalifornien), USA) war eine amerikanische Designerin und Kunstschmiedin. Sie war Präsidentin der California Guild of Arts and Crafts.

## Leben und Werk
D’Arcy Gaw war die jüngste Tochter von drei Kindern von Elizabeth Jane Stripple (1842–1914) und Henry Woolsley Gaw (1834–1928), einem in Irland geborenen Brauer. Ihre Familie zog vor 1880 nach Idaho Springs, Colorado, und ihr Vater kaufte um 1876 eine Brauerei. Sie zogen vor 1890 nach Leadville und The Gaw Brewery wurde die größte Brauerei in der Gegend.

## Tätigkeit als Innenarchitektin
D’Arcy Gaw besuchte die örtliche Schule in Leadville und von 1892 bis 1903 das Art Institute of Chicago. Um 1899 zog sie nach Denver und unterrichtete Kunst und Design an örtlichen High Schools. Sie arbeitete als Innenarchitektin und eröffnete mit zwei Studienkollegen des Art Institute of Chicago, Lawrence Buck und Mary Mower, die Firma The Crafters, die sich in der Steinway Hall in Chicago befand. Dort hatten auch Dwight Perkins, Robert C. Spencer, A. Phelps Wyman und Frank Lloyd Wright ihre Architekturbüros in der Stadt.
Im Sommer 1904 studierte sie bei Charles Robert Ashbee in London an der Guild and School of Handicraft englische Kunst und Kunsthandwerk. Von 1907 bis 1908 arbeitete sie für Lillian McNeill Palmer in San Jose.
Sie war einige Jahre geschäftlich weiterhin mit Buck verbunden und fertigte viele der Grundrisse an und entwarf die Innenausstattung seiner Häuser. Ihre Spezialität war die Innendekoration, aber sie war auch bekannt für ihre handgeschmiedeten Metallarbeiten, ihre Schmuckdesigns und ihre Entwürfe für elektrische Leuchten. Sie war 1908 als Innenarchitektin für das Grey House tätig, welches heute Teil des Four Mounds Estate Historic District ist, der im US National Register of Historic Places eingetragen ist.

## Lampendesignerin

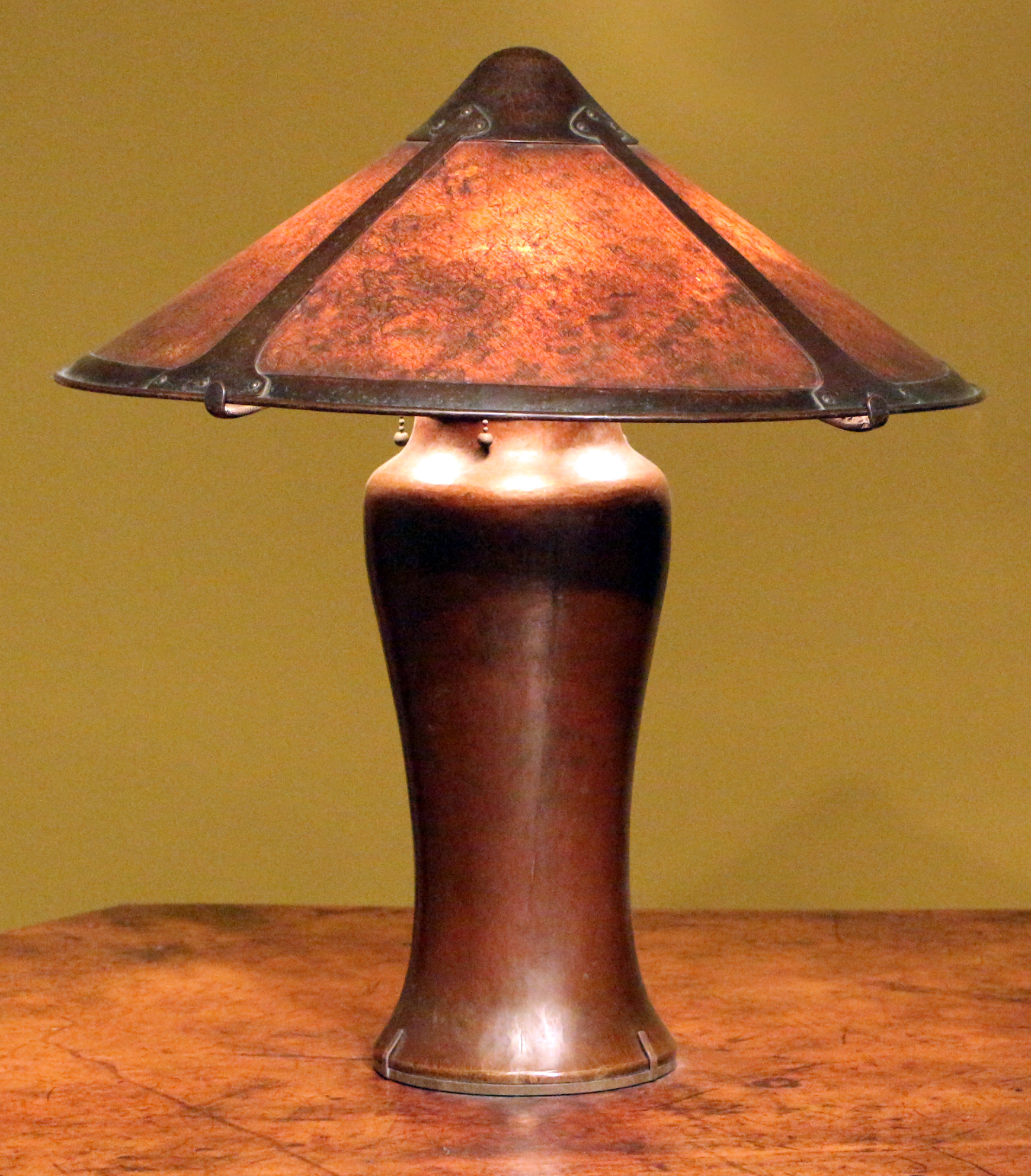
Glimmerlampe aus dem Dick Van ERP Studio, San Francisco, im Art Institute of Chicago

Im September 1909 eröffnete sie als erste Partnerin von Dirk van Erp ein Studio in San Francisco. Van Erp hatte in Vallejo (Kalifornien) begonnen, Kupferarbeiten aus Artilleriegeschossen herzustellen, die auf den Marinewerften von Mare Island gesammelt wurden. Er hatte bereits 1908 in Oakland seine Arbeiten verkauft, als D’Arcy Gaw und Van Erp sich 1909 in Seattle auf der Weltausstellung Alaska–Yukon–Pacific Exposition als Aussteller trafen. Van Erp zog nach San Francisco und D’Arcy Gaw und van Erp entwickelten einen der berühmtesten Art-Metal-Shops des 20. Jahrhunderts in Amerika. In dieser Zeit begann Van Erp mit der Herstellung von Lampen nach den Entwürfen von Graw mit Schirmen aus Glimmerplatten. Van Erp war Holländer und das Logo der Firma war eine Windmühle mit den beiden Künstlernamen darunter in Druckbuchstaben. Die Partnerschaft mit van Erp endete am 30. Januar 1911 und danach trugen die nächsten von van Erp hergestellten Stücke einen Stempel, bei dem D’Arcy Gaws Name aus dem Prägestempel herausgemeißelt, aber immer noch lesbar war. Die Werke des Designteams, die die Marke von D’Arcy Gaw und Dirk Van Erp tragen, gehören zu den seltensten Formen des Kunstmetalls des frühen 20. Jahrhunderts.
Mitte 1909 unterrichtete D’Arcy Gaw an einer Sommerschule und eröffnete nach ihrer Partnerschaft mit van Erp eine Privatklasse für Design- und Metallarbeiten. Nachdem Palmer, die ihr Geschäft 1917 geschlossen hatte, 1932 wieder als Kunstschmiedin tätig war, arbeitet D’Arcy Gaw bis in die 1940er Jahre wieder mit ihr zusammen.
1910 war D’Arcy Gaw Präsidentin der California Guild of Arts and Crafts.
D’Arcy Gaw starb im Alter von 76 Jahren in Monterey und wurde mit ihrer Familie im Oak Hill Memorial Park in San Jose begraben.